# Dudley C. Haskell

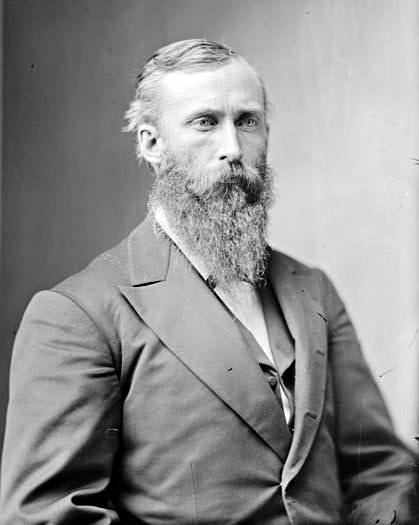
Dudley C. Haskell

Dudley Chase Haskell (* 23. März 1842 in Springfield, Vermont; † 16. Dezember 1883 in Washington, D.C.) war ein US-amerikanischer Politiker. Zwischen 1877 und 1883 vertrat er den Bundesstaat Kansas im US-Repräsentantenhaus.

## Werdegang
Im Jahr 1855 zog Dudley Haskell mit seinen Eltern nach Lawrence in Kansas. In den Jahren 1857 und 1858 kehrte er nach Vermont zurück, um in Springfield die öffentlichen Schulen zu besuchen. Danach handelte er mit Schuhen. Zwischen 1859 und 1861 beteiligte sich Haskell am Goldrausch in Colorado. Während dieser Zeit lebte er in der Nähe des Pikes Peak. Zu Beginn des Bürgerkrieges war er bis 1862 im Stab des Quartiermeisters der Unionsarmee, der für die Staaten Missouri, Arkansas und Kansas zuständig war. Dann quittierte er den Militärdienst, um seine Ausbildung fortzusetzen. Im Jahr 1863 besuchte er das Williston Seminary in Massachusetts. Anschließend studierte er bis 1865 am Yale College, der heutigen Yale University. Später kehrte er nach Lawrence in Kansas zurück, wo er zwischen 1865 und 1867 wieder Schuhe verkaufte.
Haskell war Mitglied der Republikanischen Partei. In den Jahren 1872, 1875 und 1876 wurde er in das Repräsentantenhaus von Kansas gewählt, dessen Präsident er 1876 wurde. Bei den Kongresswahlen des Jahres 1876, die in Kansas staatsweit abgehalten wurden, wurde er in das US-Repräsentantenhaus in Washington gewählt. Dort trat er am 4. März 1877 die Nachfolge von John R. Goodin an. Nach drei Wiederwahlen konnte er bis zu seinem Tod am 16. Dezember 1883 im Kongress verbleiben. Von März 1881 bis März 1883 war er Vorsitzender des Indianerausschusses. Dudley Haskell wurde in Lawrence beigesetzt. Nach einer Nachwahl ging sein Mandat an Edward H. Funston.